# Ana Martinha da Silva
Ana Martinha da Silva (Chapada dos Guimarães, 25 de agosto de 1880 – 27 de julho de 2004) foi uma supercentenária brasileira.

## Biografia
Silva nasceu no município de Chapada dos Guimarães em 1880. Sua certidão de nascimento informava que seu nascimento se deu em 24 de agosto de 1880, porém ela afirmava ter nascido em 1876 e que foi registrada apenas quatro anos depois.
Silva era filha de escravos e assistiu a libertação dos negros no Brasil pela Lei Áurea. Trabalhou como cozinheira até os 103 anos.
Em 22 de dezembro de 2003, ela foi registrada no Livro de Recordes Brasileiros como a mulher mais velha do mundo. À época ela tinha 123 anos, de acordo com o seu registro de nasicmento, e 127 anos de vida, de acordo com seu relato próprio. Silva chegou a figurar no Livro Guinness dos Recordes como a mais velha do mundo.
Ela faleceu no dia 27 de julho de 2004 na Santa Casa de Cuiabá, após ter passado cinco dias internada na Unidade de Terapia Intensiva em tratamento para arritmia cardíaca e insuficiência respiratória aguda. A causa da morte foi insuficiência múltipla de órgãos. Ela foi sepultada no Cemitério Bom Jesus, Parque Cuiabá.
Em Cuiabá, no bairro Pedra 90 existe a Praça Ana Martinha da Silva que conta com um busto da supercentenária confeccionado pela artista plástica Esterlita Cecília Rodrigues.